# 우셈 아우아르
우셈에딘 샤반 아우아르(아랍어: حسام الدين شعبان عوار, 프랑스어: Houssem-Eddine Chaâbane Aouar, 1998년 6월 30일 ~ )는 알제리의 축구 선수로, 현재 사우디 프로페셔널리그 클럽 알이티하드와 알제리 국가대표팀에서 미드필더로 활약하고 있는 알제리의 프로 축구 선수이다.
프랑스에서 태어난 그는 모국 국가대표팀에 한 번 출전한 후 알제리로 국가대표팀을 옮겼다. 2023년 6월에 알제리 국가대표팀에 데뷔했으며, 2023년 아프리카 네이션스컵에 국가대표팀으로 합류해 출전했다.

## 어린 시절
아우아르는 1998년 6월 30일, 오베르뉴론알프의 리옹에서 알제리의 베니사프 출신 부모님 밑에서 태어났다. 그는 빌뢰르반에서 자랐다.

## 구단 경력

### 리옹

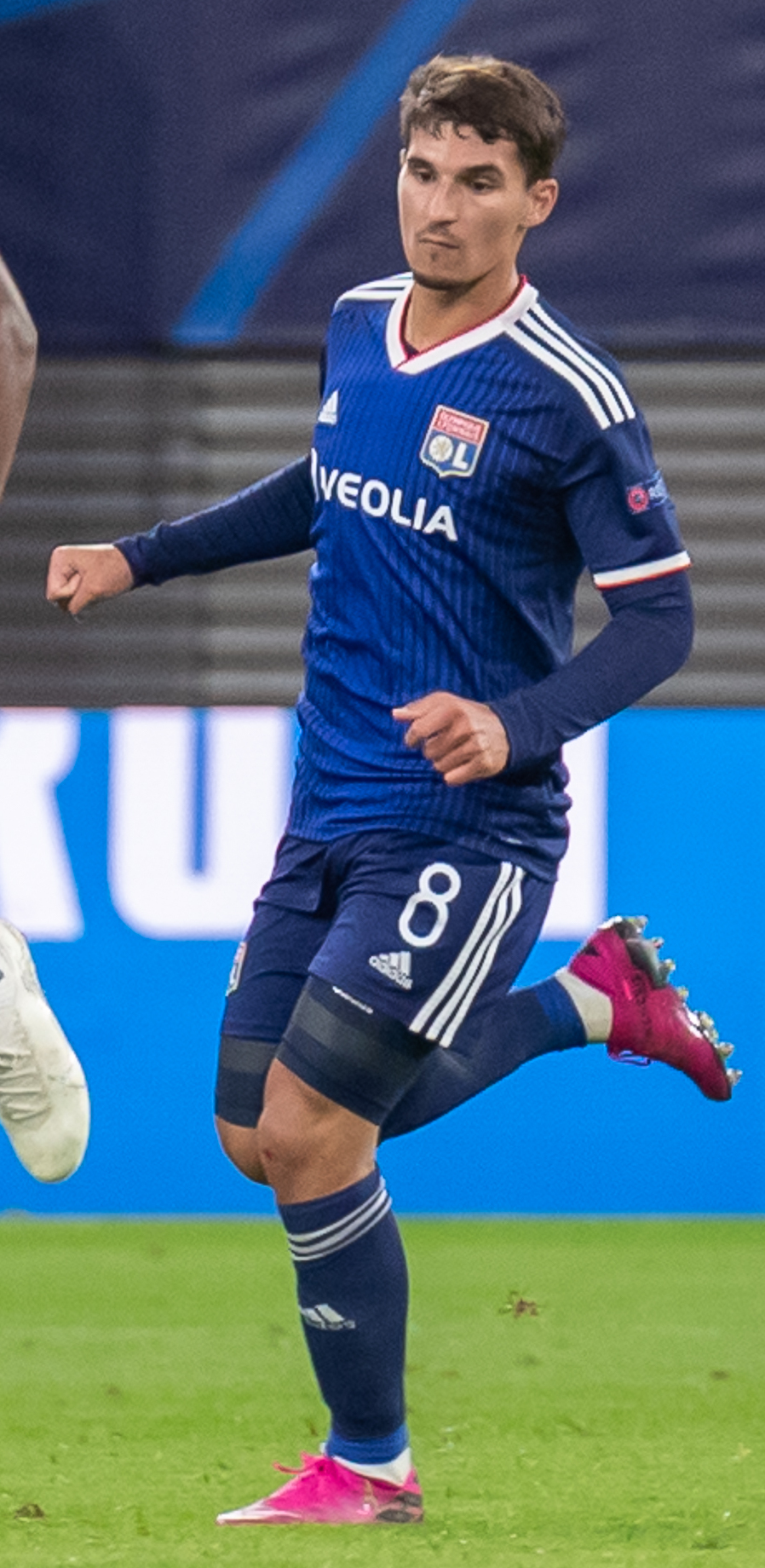
2019년 챔피언스리그 경기에서 RB 라이프치히를 상대로 리옹에서 뛰고 있는 아우아르

아우아르는 2009년 11살의 나이에 올랭피크 리옹 아카데미에 입단했다.
그는 2016년 7월, 리옹에서 3년 프로 계약을 체결했다. 2017년 2월 16일, 그는 AZ 알크마르와의 UEFA 유로파리그 32강 1차전 원정 경기에서 84분 만에 세르지 다르데와 교체되어 1-4로 승리하며 1군 데뷔 전을 치렀다. 아우아르는 일주일 후 파르크 올랭피크 리요네에서 열린 AZ 알크마르와의 2차전 경기에서 리옹 1군 첫 골을 넣었고, 리옹은 7-1로 승리했다. 2017년 4월 16일, 바스티아와의 원정 경기에 선발 출전하여 리그 1 데뷔 전을 치렀지만 전반전 0-0으로 경기가 중단되었다. 3주 후 리옹에게 승리가 주어졌다. 그는 2018년 7월, 골든 보이상 후보에 올랐다.
2017-18년 시즌 초, 리옹에 입단한 이후 단 5경기만 출전했지만, 아우아르는 2017년 6월, 코랑탱 톨리소가 바이에른 뮌헨으로 팀을 떠나면서 (이전에 클럽의 전설 주니뉴 페르남부카누가 착용했던) 상징적인 숫자 8을 부여받았다.
2019년 12월 11일, 아우아르는 RB 라이프치히와의 챔피언스리그 조별 리그 경기에서 골을 넣으며 리옹의 챔피언스리그 16강 진출을 도왔다. 이후 그의 팀은 유벤투스와 맨체스터 시티를 모두 꺾고 준결승에 진출했고, 바이에른 뮌헨에게 패했다.

### 로마
2023년 6월 11일, 아우아르가 세리에 A 클럽 로마와 5년 계약을 체결했다고 발표했다. 그해 말인 8월 26일, 그는 엘라스 베로나와의 원정 경기에서 첫 골을 넣으며 2-1로 패한 경기를 치렀다.

### 알이티하드
2024년 7월 16일, 아우아르는 사우디아라비아 클럽 알이티하드와 1,200만 유로의 이적료로 계약했다.

## 국가대표팀 경력

### 프랑스
2014년, 아우아르는 프랑스 U-17 국가대표팀에 소집되었지만 단 한 경기만 출전했다. 2019년에는 프랑스 U-21 국가대표팀에서 UEFA U-21 축구 선수권 대회 기간 내내 선발로 출전했지만 준결승에서 스페인에 밀려 탈락했다.
2019년 11월, 아우아르는 프랑스 국가대표팀에 소집되었지만 부상으로 인해 국가대표팀에 합류하지 못했다. 그는 국가대표팀에 교체되지 않았다. 2020년 8월 26일, 아우아르는 9월 초 스웨덴과 크로아티아와의 2020-21년 UEFA 네이션스리그 경기를 준비하기 위해 프랑스 국가대표팀에 처음으로 소집되었다. 그러나 8월 27일, 프랑스에서 범유행이 한창이던 리옹이 실시한 정기 검사에서 코로나19 양성 판정을 받아 2주 동안 격리되었고, 최소 10~15일 동안 훈련을 건너뛰어야 했다. 그래서 프랑스는 그를 나빌 페키르로 교체하기로 결정했다. 결국 아우아르는 2020년 10월 7일, 우크라이나와의 친선 경기에서 7-1로 승리하며 프랑스 데뷔 전을 치렀다.

### 알제리

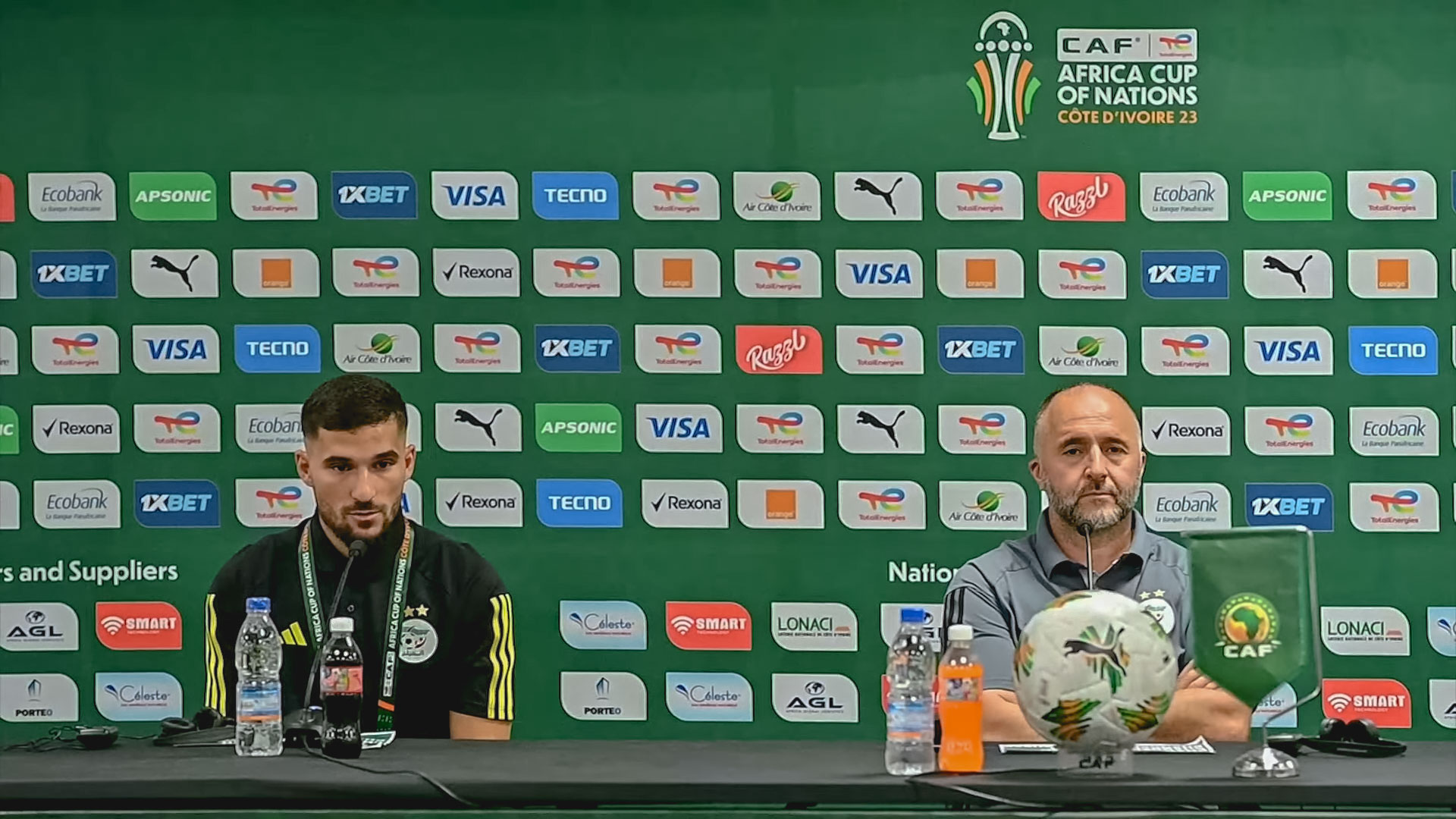
2023년 아프리카 네이션스컵에서 모리타니와의 경기 전 기자회견에서 아우아르와 자멜 벨마디의 모습

2023년 3월, 아우아르는 국제적인 충성심을 출생에서 부모님 나라인 알제리의 축구 연맹으로 바꿨다. 알제리 축구 연맹과의 인터뷰에서 그는 "회장님이 저에게 손을 내밀었고 운명처럼 보였습니다. 두 번째 기회가 있었고, 저는 그 기회에 뛰어들었습니다."라고 말했다. 또한 프랑스 국가대표팀에서 뛰었던 것에 대해 "후회한다"며 "최선의 선택을 하지 못했다"고 말했다. 2023년 6월 18일, 그는 우간다와의 2023년 아프리카 네이션스컵 예선 경기에서 알제리 국가대표팀 데뷔 전을 치렀다.
2023년 12월, 그는 2023년 아프리카 네이션스컵에서 알제리 국가대표팀에 이름을 올렸다.

## 플레이 스타일
아우아르는 미드필드 어디에서나 활약할 수 있는 다재다능한 공격형 미드필더로, 뛰어난 기술력과 발밑에서 공을 잡는 침착함으로 찬사를 받고 있다.

## 사생활
아우아르는 프랑스와 알제리 국적을 가지고 있다. 그는 주니뉴 페르남부카누와 지네딘 지단을 롤모델로 삼고 있다. 그는 무슬림이다.